# Commission jeunesse du Parti libéral du Québec
Pour les articles homonymes, voir Jeunes libéraux.
 (février 2024).
Si vous disposez d'ouvrages ou d'articles de référence ou si vous connaissez des sites web de qualité traitant du thème abordé ici, merci de compléter l'article en donnant les références utiles à sa vérifiabilité et en les liant à la section « Notes et références ».
 (juillet 2023).
- Si vous ne connaissez pas le sujet, laissez ce bandeau (vous pouvez alors contacter les auteurs).
- Si vous supprimez le contenu mis en cause (vous pouvez préalablement contacter les auteurs),

argumentez précisément cette suppression dans la page de discussion
(un manque de référence n'est pas un argument ; une recherche réelle de référence doit avoir été effectuée, être formellement documentée).
La Commission-Jeunesse du Parti libéral du Québec (CJPLQ) est l'aile jeunesse du Parti libéral du Québec. Elle forme l’une des cinq commissions permanentes du parti. Elle est composée de l’ensemble des membres de 16 à 25 ans et détient 33 % des voix au sein de tous les organes du PLQ. Communément appelée « CJ », sa structure est organisée autour de représentants régionaux, d'un comité de coordination ainsi que d'un exécutif. Une équipe d'employés du Parti libéral du Québec vient compléter l'organigramme interne.
Elle a été fondée en 1970 par Jean Masson. La Commission-Jeunesse a proposé plusieurs projets de lois repris par la suite par des gouvernements libéraux, comme la loi 22 sur les langues officielles, la carte d’assurance-maladie, le Conseil permanent de la jeunesse, le Conseil de la fédération, la création du Fonds des générations et du Fonds Placement Université, l’enseignement intensif de l’anglais en 6e année du primaire, l’enseignement de l’anglais dès la première année et l’élimination de la malbouffe dans les écoles ou plus récemment la réforme du mode de financement des partis politiques.

## Historique

### Années 1970
- 1970 : Fusion de la Fédération des jeunes libéraux et de la Fédération des étudiants libéraux sous le nom de la première entité. Celle-ci obtient du même souffle 33,3 % des votes au sein du parti. Ainsi, l'aile jeunesse la plus importante au sein d'un parti au Canada vient d'être créée.
- 1971 : La Fédération des jeunes libéraux devient la Commission-Jeunesse du Parti libéral du Québec. La CJ se dote d'un président dûment élu par ses membres et Jean Masson est le premier à occuper se poste. En vertu du fonctionnement interne de la CJ, la présidence nomme elle-même l’exécutif de la Commission-Jeunesse qui elle n'est pas responsable devant les jeunes libéraux. Il existe donc peu de liens entre la tête de la Commission et les militants. Les jeunes libéraux proposent l'idée d'une carte d'assurance-maladie, qui sera reprise et promulguée par le gouvernement. Finalement, pour la première fois, le Parti embauche un coordonnateur qui aura pour responsabilité la cause de la CJ.
- 1972 à 1977 : Sous sept présidents différents, la Commission-Jeunesse entre en période de dormance à la suite du gain de popularité du Parti québécois auprès des jeunes.
- 1978 : restructuration du parti, y compris de la Commission-Jeunesse à la suite de l'arrivée de Claude Ryan comme chef du PLQ. Une nouvelle permanente est embauchée et les jeunes libéraux se structurent en vue de la campagne pour le NON au Référendum de 1980 au Québec sur la souveraineté.

### Années 1980
- 1981 : à la suite du référendum de 1980, la Commission-Jeunesse revient à une période de dormance relative. Cette dormance crée néanmoins des remous : en 1981, le mécontentement au sein de la CJ gronde envers l’exécutif en place et celui-ci est fortement contesté.
- 1982 : Pierre Anctil, renverse l'exécutif en place et organise une vaste restructuration de la Commission-Jeunesse. L'exécutif, directement élu par les membres, est désormais composé de 25 représentants régionaux. La Commission-Jeunesse organise un colloque estival de 200 participants à Trois-Rivières, titré Québec : "Jeune en-tête".
- 1983 : Pierre Anctil, fraîchement devenu membre du parti, renverse l'exécutif et met en place une vaste restructuration de la Commission-Jeunesse. L'exécutif, directement élu par les membres, est désormais composé de 25 représentants régionaux (voir plus bas). Un tout premier Congrès-Jeunes est organisé (« Parce que le Québec me tient à cœur »). Sept cents jeunes, réunis à Saint-Jean-sur-Richelieu, votent une première régie Interne et discutent emploi, chômage et technologie. Les jeunes libéraux prennent activement part à la course au leadership du parti, à la suite de la démission de Claude Ryan, en se rangeant surtout avec Daniel Johnson (fils). C'est néanmoins Robert Bourassa qui l'emporte, et qui dit vouloir travailler avec les jeunes et l'exécutif en place même s'ils ont toutefois milité pour son adversaire.
- 1984 : le Congrès-Jeunes, qui réunit plus de 1 000 membres, se fait à Lennoxville sous les thèmes de l'emploi, de l'environnement et de l'éducation. Parallèlement à ces événements, la Commission-Jeunesse gagnera, au cours des années suivantes, un certain poids au sein du Parti libéral.
- 1985 : Pietro Perrino devient président lors du Congrès des membres, en mars. La Commission-Jeunesse qui compte 23 000 membres, possède des comités libéraux étudiants dans la plupart des Cégeps et universités et réunit 2 000 jeunes à l'Université Laval pour parler d'environnement, d'un Conseil permanent de la jeunesse et de démocratie. Lors du lancement de la campagne électorale, 5000 jeunes sont présents.
- 1986 : Un Congrès-Jeunes de 1 200 personnes se tient à Rigaud, portant le vieillissement de la population et la natalité faible. La première Assemblée des Conseillers-Jeunes (ACJ, événement périodique encore tenu par la Commission-Jeunesse de nos jours), est mise en place pour assurer le lien entre les comtés et l'exécutif.
- 1987 : élection de Joël Gauthier à la présidence à la suite de la démission de Pietro Perrino. Le Congrès-Jeunes réunit 1 000 personnes à La Pocatière, sur la clause orphelin et la participation communautaire. Les ACJ bisannuelles sont inscrites dans la Régie Interne. La Commission-Jeunesse discute cette année-là d'aide sociale et obtient l'ajout d'un représentant régional.
- 1988 : Marie Gendron est élue présidente. Le Congrès réunit 1 200 jeunes à Sherbrooke pour parler d'éducation.
- 1989 : À Sherbrooke toujours, le Congrès-Jeunes est tenu sur la base des demandes électorales des jeunes libéraux en présence de 1 200 membres. 2 000 jeunes sont présents lors du lancement de la campagne électorale. Michel Bissonette devient président. La Commission-Jeunesse se réforme pour redonner plus de place aux représentants régionaux et pour se dissocier du gouvernement. Après quatre affrontements avec les jeunes libéraux, Claude Ryan fait passer son idée de dégel des frais de scolarité.

### Années 1990
- 1990 : Une ACJ sur l'Accord du lac Meech est tenue. Le Congrès, à La Pocatière, porte sur la Constitution et l'emploi chez les jeunes. À la suite de l'échec de l'accord du Lac Meech, la Commission-Jeunesse se positionne vastement en faveur de l'autonomie politique du Québec avec association économique en partenariat avec le Canada, sous la houlette d'un gouvernement supranational élu.
- 1991 : Le rapport Allaire, reprenant l’essence des idées proposées par les jeunes libéraux au Congrès-Jeunes de 1990, est adopté avec une vaste majorité au Congrès des membres du PLQ de 1991. Mario Dumont devient président de la Commission-Jeunesse. Celle-ci dépose un mémoire à la commission Bélanger-Campeau, établie dans la foulée de Meech. Une nouvelle ACJ lancera l'autre thème abordé lors du Congrès-Jeunes de 1991, tenu à Saint-Augustin-de-Desmaures sur la pauvreté et la Constitution (900 militants).
- 1992 : La Commission-Jeunesse maintient sa position en faveur de l'autonomie politique du Québec devant les difficultés de la négociation avec le reste du Canada. L'Accord de Charlottetown est rejetée lors du Congrès de Saint-Jean-sur-Richelieu, et les 700 jeunes discutent également de la réforme des collèges et Cégeps. Le Parti libéral du Québec appuie pour sa part l'Accord de Charlottetown; il s'ensuit que la Commission-Jeunesse travaille dans le camp opposé au parti lors du référendum subséquent. À la suite de l'échec de l'accord, Mario Dumont et 20 autres jeunes de l'exécutif quittent le parti avec fracas. Mario Dumont participera par la suite à la fondation de l'ADQ.

La démission de Mario Dumont donna un coup de fouet à la Commission-Jeunesse. Celle-ci, qui s'était fort écarté des autres libéraux au cours du temps, fut par la suite ramenée peu à peu envers les lignes du parti libéral.
- 1993 : Une ACJ spéciale est tenue pour élire un président intérimaire. Claude-Éric Gagné remplace Mario Dumont. Deux ACJ ont lieu par après: la première traite de la politique-jeunesse (adoptée par la suite en Congrès à La Pocatière par 900 jeunes), la seconde d'enseignement primaire et secondaire.
- 1994 : Claude-Éric Gagné devient président permanent. À Saint-Augustin-de-Desmaures, le Congrès réunit 1200 jeunes. La Commission-Jeunesse crée un comité constitutionnel chargé d'élaborer une nouvelle position sur le sujet. À la suite de la démission de Robert Bourassa, la CJ appuie Daniel Johnson fils comme nouveau chef du PLQ : celui-ci devient premier ministre, mais le PLQ sera défait neuf mois plus tard par le Parti Québécois.
- 1995 : La Commission-Jeunesse décide de prôner la création d'un conseil interprovincial permanent et demande au parti de préciser sa position constitutionnelle avant le second Référendum de 1995 au Québec sur la souveraineté. Une ACJ est tenue sur le rôle de l'État et la fiscalité. Le Congrès, quant à lui, réunit 900 jeunes à Lennoxville, traitant de l'exclusion des jeunes. la Commission-Jeunesse participe activement à la campagne référendaire dans les milieux scolaires. En toute fin d'année, Claude-Éric Gagné donne sa démission après un mandat de plus de trois ans.
- 1996 : Jonathan Sauvé est élu président lors d'une ACJ. De nouvelles structures font leur apparition: une commission politique, un groupe d'information et le GRAP (groupe de réaction aux actions politiques). Des coordonnateurs (voir plus bas) font leur apparition. Les comités libéraux étudiants sont mis en priorité. 600 jeunes se rendent à Saint-Jérôme pendant l'été pour le Congrès-Jeunes.
- 1997 : La Commission-Jeunesse fait adopter lors du Congrès des membres du parti ses résolutions sur l'éducation. Par ailleurs, elle consulte pour la première fois les militants sur la thématique à sélectionner pour le Congrès annuel, tenu cette fois à La Pocatière sur la famille et les technologies de l'information avec 600 jeunes. Après une tournée et des travaux sur la question, des résolutions sur une démocratisation des institutions québécoises est adoptée en ACJ. La Commission-Jeunesse prend également position, après d'âpres débats, en faveur de la suppression possible de la formule Rand pour le milieu syndical.
- 1998 : La Commission-Jeunesse à la suite du départ de Daniel Johnson comme chef du Parti libéral du Québec, appuie publiquement Jean Charest, élu par acclamation. Une ACJ permet aux jeunes libéraux de s'orienter sur l'emploi, l'éducation et l'économie. 1000 jeunes entérinent ce choix de thématiques à Sherbrooke lors du Congrès-Jeunes. David Rheault succède à Jonathan Sauvé à la présidence.
- 1999 : Les jeunes libéraux sont très actifs cette année-là dans les dossiers qui concernent la jeunesse et les aînés. Ils discutent également, lors de leur Congrès annuel qui réunit 550 jeunes à Saint-Jean-sur-Richelieu, de la redéfinition du modèle québécois. La Commission-Jeunesse dépose par ailleurs une résolution sur le système de Santé au Québec ce qui lance une vaste discussion au sein du Parti libéral du Québec à ce sujet.

### Années 2000
- 2000 : Poursuivant son implication dans les dossiers jeunesse à l'occasion du Sommet du Québec et de la Jeunesse, Isabelle Merizzi remplace David Rheault à la présidence. À La Pocatière, 550 jeunes discutent cet été-là de développement régional et d'environnement. L'ensemble de leurs propositions sont d'ailleurs adoptées lors du Congrès des Membres d'octobre.
- 2001 : 400 jeunes discutent à l'été 2001 de mondialisation. La présidente, Isabelle Merizzi, annonce son départ.
- 2002 : Steeve LeBlanc devient le nouveau président. La première ACJ de son équipe permet de retenir le travail et l'éducation comme thèmes pour le Congrès-Jeunes, qui réunit 800 participants. Une seconde ACJ traite en novembre de réforme des institutions démocratiques.
- 2003 : Stéphanie Trudeau remplace Steeve LeBlanc après la campagne électorale de 2003. Les services gouvernementaux fournis à la jeunesse sont l'objet principal des discussions de l'été, qui rassemblent 1000 jeunes. Une ACJ lance ensuite le thème du financement des universités.
- 2004 : Après le départ de Stéphanie Trudeau, Simon Bégin est élu à la présidence. Une première ACJ et le Congrès-Jeunes annuel (à Trois-Rivières) traitent des défis démographiques. La Commission-Jeunesse effectue à l'automne une sortie contre le gouvernement pour réviser le système d'aide financière aux études (rétablissement des bourses, partenariat avec le privé pour en offrir plus et révision du financement). Lors du Congrès des Membres, elle réussit à obtenir des garanties du ministre Reid d'un réinvestissement en éducation.
- 2005 : 600 jeunes se réunissent pendant l'été à Sherbrooke pour établir les 10 priorités des jeunes libéraux. Ceux-ci font également passer une résolution visant à établir une redevance sur l'eau exploitée à des fins commerciales au Québec. Ils désirent également augmenter les frais de scolarité.
- 2006 : Stéphanie Doyon remplace Simon Bégin comme présidente. Le Congrès-Jeunes, sous le thème « Imaginer, développer, réaliser » réunit 400 jeunes à Saint-Augustin-de-Desmaures.
- 2007 : La Commission-Jeunesse se prépare aux élections générales imminentes et présente ses demandes électorales, parmi lesquelles se trouve le dégel des frais de scolarité universitaires. Le Parti libéral remporte les élections de mars 2007, mais forme un gouvernement minoritaire. L’opposition officielle est formée par l’ADQ avec, à sa tête, l’ancien président de la Commission-Jeunesse, Mario Dumont.  L’édition du Congrès-Jeunes réunit 400 participants à La Pocatière, sur les thèmes de la famille et de l’environnement. Au terme du Congrès, la présidente, Stéphanie Doyon, quitte ses fonctions. Un nouveau président, François Beaudry, est élu par acclamation après le retrait in extremis des autres candidats en lice.  Peu après son élection, le nouveau président met l’accent sur le contenu politique. La Commission-Jeunesse tient une première ACJ en novembre, où elle propose notamment la modernisation des institutions syndicales.
- 2008 : La Commission-Jeunesse réussit à faire adopter la totalité des résolutions qu'elle présente au Congrès des Membres du PLQ, qui se tient en mars à Québec. Parmi celles-ci, on retrouve : la modernisation des institutions syndicales, la réforme du système de financement universitaire, l'instauration du système utilisateur-payeur pour le financement des infrastructures routières, et une demande de quantifier les ressources aquifères pour déterminer la capacité de régénération des ressources en eau. Impatients de réviser le modèle québécois face au défi démographique, les Jeunes libéraux durcissent leurs positions lors du Congrès des Jeunes qui se tient à Sherbrooke en août (800 jeunes). Ce dernier sera l'occasion de débattre et d'adopter entre autres les résolutions sur l'impôt post-universitaire, l'instauration du vote secret dans le processus d'accréditation syndicale, la démocratisation des associations étudiantes, et l'instauration d'une année d'immersion anglaise en 6e année du primaire. Le président, François Beaudry, quitte ses fonctions au Conseil général du Parti tenu en septembre. Julien Gagnon, alors coordonnateur aux affaires politiques, lui succède. Peu de temps après, une nouvelle campagne électorale mobilise la CJ, qui s’affirme aux quatre coins de la province. Le PLQ forme un gouvernement majoritaire.
- 2009 : Une vaste restructuration de la Commission-Jeunesse est mise en place. Les camps de formation régionaux reprennent, au rythme de 12 par an, et des commissions politiques régionales sont formées dans toutes les régions. Un plan de restructuration est adopté, et une nouvelle Régie interne est votée au Congrès-Jeunes.  Le Congrès-Jeunes, en août, réunit plus de 600 jeunes libéraux à Sainte-Thérèse pour parler d’équité entre les générations aux plans des finances publiques et de l’environnement. La CJ prend une place prédominante sur la scène publique en matière de finance publique afin notamment de protéger les acquis mis en place avec le fonds des générations. Elle publie également un premier manifeste sur l’environnement.

### Années 2010
- 2010 : Après avoir déposé un mémoire sur l’environnement, les Jeunes libéraux déposent un deuxième mémoire, celui-ci inspiré des résolutions sur les finances publiques adoptées lors du Congrès-Jeunes 2009. Le mémoire sur les finances publiques « Penser au suivant » a été présenté lors des consultations prébudgétaires tenues durant l’hiver 2010 par le Gouvernement du Québec. La Commission-Jeunesse a sorti grande gagnante lors du discours du budget par M. Bachand. On peut penser notamment au renforcement de la lutte à l’évasion fiscale, à la mise en place d’un processus de révision systématique des programmes gouvernementaux pour réduire les dépenses, l’actualisation des structures dans le réseau de la santé; la révision des dispositions du bloc patrimonial, le lancement d’un vaste programme d’efficacité énergétique et finalement au financement du transport en commun via un fonds dédié par une augmentation de la taxe sur le carburant. L’année bien amorcée, la Commission-Jeunesse s’est lancée ensuite à vive allure dans les consultations thématiques pour le Congrès-Jeunes 2010 sous le thème : « Démocratie Renouvelée, Génération engagée ». Ce Congrès Jeune abordait la réforme des institutions démocratiques sous l'angle du pouvoir  législatif, exécutif, judiciaire et médiatique. C'est lors de ce Congrès jeune que sera proposé que la totalité du financement des partis politiques passe par l'entremise du DGEQ avant d'être remis aux partis politiques. Cette idée sera reprise par le gouvernement du PLQ lors de sa  réforme du financement des partis politiques. À la suite du Congrès-Jeunes, le président Julien Gagnon a remis sa démission. Après une course à la présidence, Maripier Isabelle est élue par les jeunes libéraux. À la fin de 2010, la Commission-Jeunesse a déposé un mémoire sur le financement des universités « Conjuguer excellence et accessibilité » lors du sommet de l’éducation en décembre 2010.
- 2011 : La Commission-Jeunesse a lancé l’année 2011 avec une lutte contre l’application de la loi 101 au CÉGEP par le CNJPQ et le PQ. Par la suite, la Commission-Jeunesse a présenté son mémoire sur l’éducation lors des consultations pré-budgétaires et elle en est encore une fois sortie avec des gains. Entre autres l'augmentation des frais de scolarité qui avait pour but une qualité accrue du réseau universitaire par l'obtention de plus de fonds et une meilleure gestion, ainsi que des mesures assurant l’accessibilité aux études postsecondaires. Par la suite, la Commission-Jeunesse s’est engagée dans les consultations thématiques à travers le Québec afin d'organiser le Congrès-Jeunes 2011 sous le thème : « En Lys pour se démarquer». L’année 2011 en est une importante pour la Commission jeunesse car elle fête ses 40 ans d’existence. Cet anniversaire a été célébré tout au long de l’année et surtout au Congrès des membres[réf. nécessaire].

### Années 2020
- 2023 : Le 5 octobre, la présidente de la Commission-Jeunesse, Élyse Moisan, formule une plainte à l'endroit du député parrain de la Commission-Jeunesse, Frédéric Beauchemin, ainsi que trois membres de son propre exécutif, tous employés au bureau de circonscription de M. Beauchemin. Elle y a allégué que les membres du personnel de M. Beauchemin ainsi que ce dernier effectuaient des démarches et exerçaient « des pressions, dans le cadre de fonctions qu’elles exercent au sein du Parti libéral du Québec, afin de favoriser l’éventuelle candidature de M. Beauchemin à la course à la chefferie du Parti libéral du Québec et également d’influencer ouvertement les règles de la course à la chefferie »[2].

## Événements et instances politiques

### Les Congrès-Jeunes
Le Congrès-Jeunes constitue depuis 1983 l'assemblée générale des membres de 25 ans et moins du PLQ. C'est l'instance suprême de la Commission-Jeunesse. Il se réunit une fois l'an durant la période estivale. Tout membre inscrit a droit de vote sur les résolutions et le droit de vote lors de l'élection des représentants régionaux.

## Résolutions et réalisations
Voici quelques positions majeures défendues par la Commission-Jeunesse :
- La Carte-Soleil
- Le Fonds des Générations, un fonds consacré au remboursement de la dette du Québec.
- L'enseignement de l'anglais dès la première année du primaire
- La Stratégie d'action-jeunesse, une politique complète visant à améliorer l'intégration des jeunes dans la société et leur bien-être
- L'élimination de la malbouffe dans les écoles québécoises
- Le maintien du financement du régime de prêts et bourses (résolution)
- Le dégel responsable des frais de scolarité au Québec
- L'instauration du vote secret dans le processus d'accréditation syndicale
- Les redevances sur l'exploitation de l'eau
- Le retrait de la TVQ sur les livres
- L'actualisation du code du travail : modification de la notion d'établissement dans la loi anti-briseurs de grève
- La reforme de la perception des dons politiques par le Directeur général des élections du Québec
- La réforme de la période de questions
- Le remboursement proportionnel au revenu des prêts étudiants